# دولوريس رويز
دولوريس رويز (بالإسبانية: Dolores Ruiz)‏ مواليد 16 أبريل 1964، هي لاعبة كرة يد إسبانية سابقة. مثلت منتخب إسبانيا لكرة اليد للسيدات. شاركت في دورة الألعاب الأولمبية الصيفية سنة 1992.

## روابط خارجية
- دولوريس رويز على موقع أوليمبيديا (الإنجليزية)